# Thanks!
「Thanks!」（サンクス）は、ハロー!プロジェクトのユニットGAMのデビューシングルである。2006年9月13日にアップフロントワークス（hachamaレーベル）からリリースされた。

## 概要
- 松浦亜弥主演映画『スケバン刑事 コードネーム=麻宮サキ』主題歌。カップリング曲の「蜃気楼ロマンス」は同作の挿入歌。
- 本作で2006年の第57回NHK紅白歌合戦に初出場した。また、この初出場で松浦、藤本は共に史上最多の3回初出場（松浦はソロ、DEF.DIVAで過去2回、藤本はソロ、モーニング娘。で過去2回初出場）を記録した。
- 2007年9月26日に発売されたコンピレーションアルバム「つんく♂ベスト作品集(上)「シャ乱Q〜モーニング娘。」〜つんく♂芸能生活15周年記念アルバム〜」に収録されており、付属のブックレットにはこの曲のパート割りが記載されている。

## 収録曲

### CD
全作詞・作曲：つんく
1. Thanks!
編曲：西田昌史
2. 蜃気楼ロマンス
編曲：橋本由香利
3. Thanks! (Instrumental)

## 参加ミュージシャン
Thanks!
- プログラミング：岩戸崇
- ギター：峰正典
- コーラス：CHINO

蜃気楼ロマンス
- プログラミング：橋本由香利
- ギター：松岡モトキ

## シングルV (DVD)
収録内容
1. Thanks!
2. Thanks! (close-up Ver.)
3. メイキング映像

## タイアップ
- スケバン刑事 コードネーム＝麻宮サキ 主題歌
- 娘DOKYU! ED

## 品番
HKCN-50037(CD)、HKBN-50073(シングルV)